# The Kid Laroi
The Kid Laroi (skrivs som The Kid LAROI), artistnamn för Charlton Kenneth Jeffrey Howard, född 17 augusti 2003, är en australisk rappare, sångare och låtskrivare.
Hans debutmixtape, F*ck Love, släpptes den 24 juli 2020. På mixtapet gästades The Kid Laroi av Lil Mosey, Corbin och Juice Wrld. En förlängd version av F*ck Love släpptes den 6 november 2020 med titeln F*ck Love (Savage). Den innehöll sju nya låtar samt gästframträdanden av YoungBoy Never Broke Again, Internet Money, Marshmello och Machine Gun Kelly.
Artistens efterlängtade debutalbum, The First Time, lanserades den 10 november 2023 och innehöll tjugo låtar. På albumet samarbetade Laroi med Jung Kook, Central Cee, Future, BabyDrill, Youngboy Never Broke Again, Robert Glasper och d4vd. Senare, den 9 augusti 2024, släpptes den förlängda versionen av The First Time med titeln The First Time: Deluxe Version, med åtta låtar och ett gästframträdande av Lil Yachty.

## Bakgrund
Howard är från Australien, däremot har hans dialekt vart omtalad bland fans, eftersom den dragit sig närmare amerikanska. Detta för att han bott i USA sen 2019.
Howard var mycket bra vän med rapparen Juice Wrld, som inte bara hyllat utan även gjort musik ihop med Howard. Låten Where Does Your Spirit Go? som släpptes 2023 som singel från debutalbumet The First Time skrevs till en början som en hyllning till just Juice Wrld som gick bort till följd av en överdos i december 2019.

## Diskografi[11][12]

### Studioalbum
| År   | Titel |
| ---- | --- |
| 2023 | The First Time - Standardversion 10 november 2023 Expanderad version: - "The First Time (Deluxe Version)" 9 augusti 2024 |

### Mixtape
| År   | Titel |
| ---- | --- |
| 2020 | F*ck Love - Standardversion 24 juli 2020 Expanderade versioner: - "F*ck Love (Savage)" 6 november 2020 - "F*ck Love 3: Over You" 23 juli 2021 - "F*ck Love 3+: Over You" 27 juli 2021 |

### EP
| År   | Titel           |
| ---- | --------------- |
| 2018 | 14 with a Dream |
| 2021 | Spotify Singles |

### Singlar
| År   | Titel                                      | Album/Mixtape           |
| ---- | ------------------------------------------ | ----------------------- |
| 2018 | Blessings                                  | 14 With A Dream         |
| 2019 | Winning                                    | fristående singlar      |
| 2019 | Let Her Go                                 | fristående singlar      |
| 2020 | Diva (med Lil Tecca)                       | fristående singlar      |
| 2020 | Addison Rae                                | fristående singlar      |
| 2020 | Fade Away (med Lil Tjay)                   | fristående singlar      |
| 2020 | Go (med Juice Wrld)                        | F*ck Love               |
| 2020 | Tell Me Why                                | F*ck Love               |
| 2020 | Need You Most (So Sick)                    | F*ck Love               |
| 2020 | Hell Bent (med Tokyo's Revenge)            | 7ven                    |
| 2020 | So Done                                    | F*ck Love (Savage)      |
| 2020 | My City (med Onefour)                      | Against All Odds        |
| 2020 | Reminds Me Of You (med Juice Wrld)         | fristående singel       |
| 2020 | Without You                                | F*ck Love (Savage)      |
| 2021 | Stay (med Justin Bieber)                   | F*ck Love 3: Over You   |
| 2022 | Thousand Miles                             | The First Time (deluxe) |
| 2022 | Paris To Tokyo (med Fivio Foreign)         | B.I.B.L.E.              |
| 2023 | Love Again                                 | The First Time          |
| 2023 | Kids Are Growing Up (Part 1)               | The First Time          |
| 2023 | I Guess It's Love?                         | fristående singel       |
| 2023 | Where Does Your Spirit Go?                 | The First Time          |
| 2023 | Too Much (med Jung Kook & Central Cee)     | The First Time          |
| 2023 | What Just Happened                         | The First Time          |
| 2023 | Bleed                                      | The First Time          |
| 2023 | What's The Move? (med Future & Baby Drill) | The First Time          |
| 2024 | Heaven                                     | The First Time (deluxe) |
| 2024 | Still Yours                                | fristående singel       |
| 2024 | Girls                                      | The First Time (deluxe) |
| 2024 | Baby I'm Back                              | The First Time (deluxe) |
| 2024 | Asperol Spritz                             | fristående singel       |
| 2024 | Slow It Down                               | fristående singel       |
| 2025 | All I Want Is You                          | i.u.                    |
| 2025 | How Does It Feel?                          | i.u.                    |
| 2025 | Hot Girl Problems                          | friestående singel      |

## Filmografi[13]
| År   | Titel                                                | Roll         |
| ---- | ---------------------------------------------------- | ------------ |
| 2021 | Juice Wrld: Into the Abyss                           | sig själv    |
| 2024 | Kids Are Growing Up: A Story About A Kid Named Laroi | sig själv    |
| 2024 | Y2K                                                  | Soccer Chris |